# Филах
Фѝлах, по-рядко – Вилах (на немски: Villach; на словенски: Beljak; на италиански: Villaco; на фриулски: Vilac), е град в Южна Австрия. Разположен е в окръг Филах на провинция Каринтия около река Драва. Надморска височина 501 m. Отстои на около 50 km западно от провинциалния център град Клагенфурт и на 15 km на север от мястото, където се съединяват границите на Италия и Словения. Той е вторият по големина град в провинция Каринтия след Клагенфурт и седми в Австрия. Има жп гара. Население 58 963 жители към 1 април 2009 г. Филах е важен пътен възел за целия регион включващ Каринтия, Словения и северозападна Италия.

## География
Вилах е разположен на река Драва близо до устието на най-големия ѝ приток Гайл. Разположена в западния край на басейна Клагенфурт, общинската площ се простира от склоновете на Гейталските Алпи на запад до езерото Осиах в североизточната част.

## Побратимени градове
- Удине, Италия
- Бамберг, Германия
- Сюрен, Франция
- Спрингфийлд, Илинойс, САЩ